# Núi Nhỏ

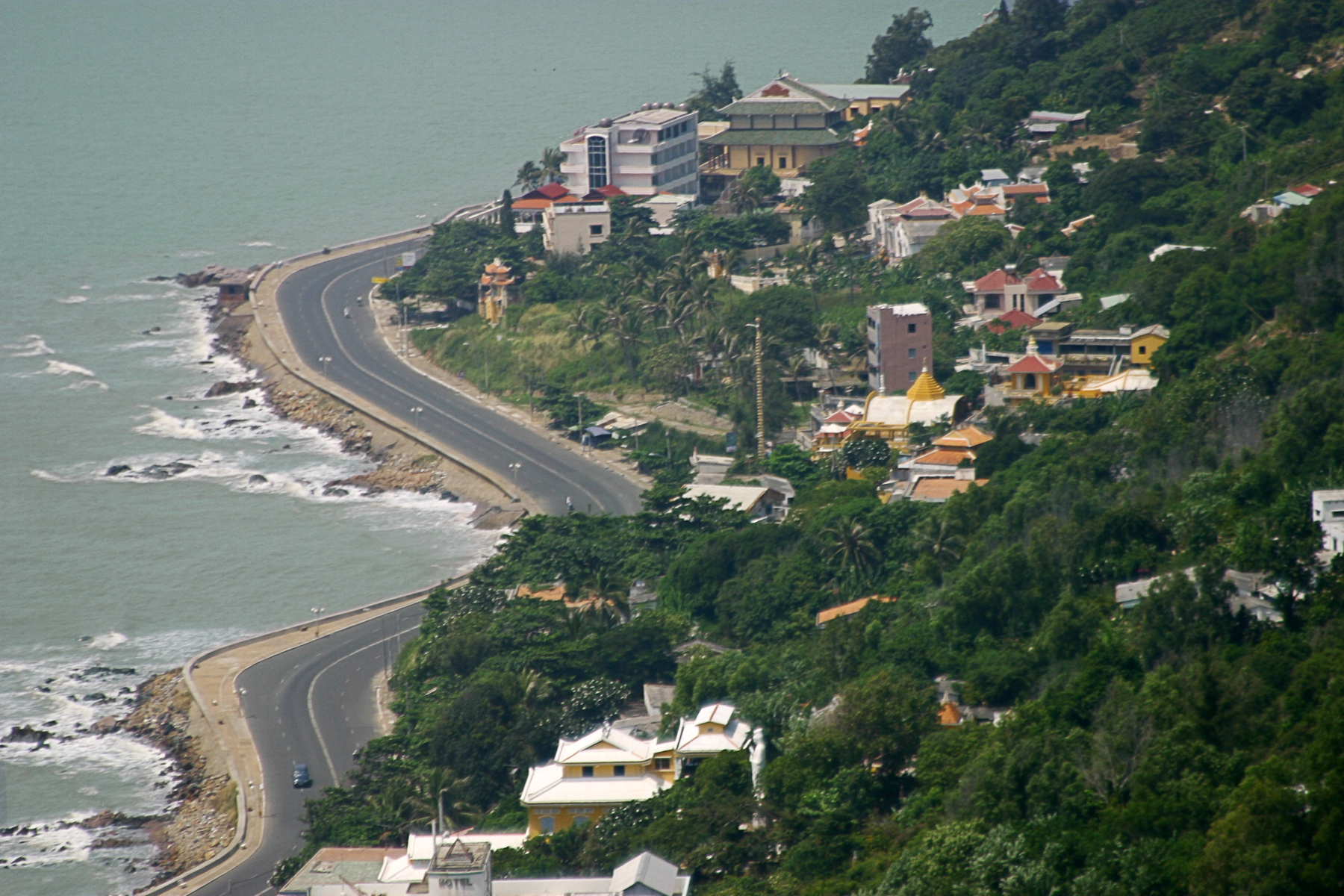
Kustweg bij Vũng Tàu gezien vanaf Núi Nhỏ.

Núi Nhỏ (Nederlands: Kleine berg) is een van de twee bergen in Vũng Tàu, de hoofdstad van de Vietnamese provincie Bà Rịa-Vũng Tàu. De andere berg heet Núi Lớn.
De berg ligt aan de kust van de Zuid-Chinese Zee en heeft twee toppen. Op een van de toppen staat het standbeeld Christus van Vũng Tàu

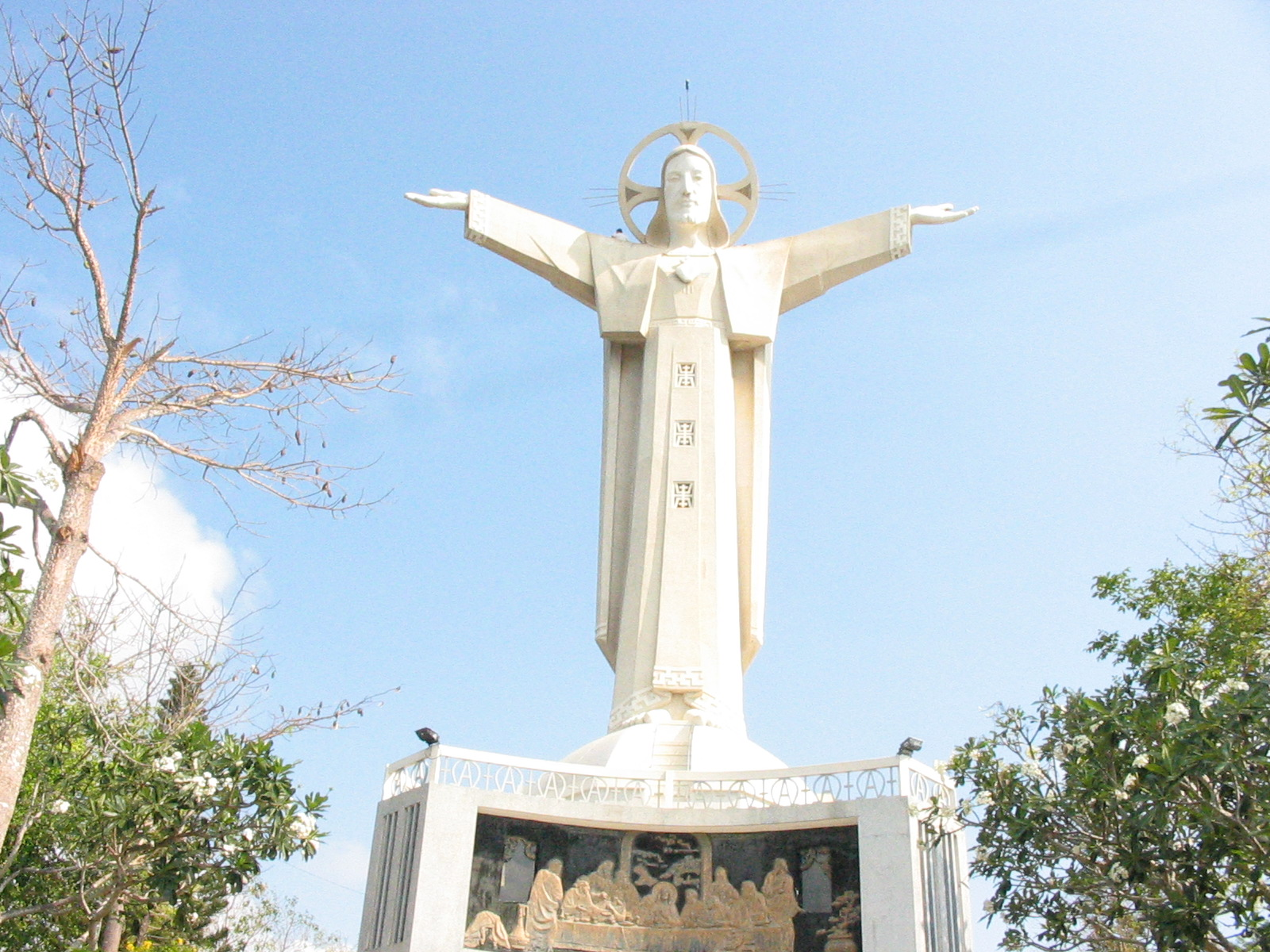
Christus van Vũng Tàu